# 음펨바 카시
음펨바 카시(콩고어: Mpemba Kasi)는 음바타 왕국의 남쪽에 위치했던 반투족 왕국이다. 1375년 경 음바타 왕국과 동맹하여 콩고 왕국을 형성했다. 콩고 전통에 따르면, 음펨바 카시는 콩고의 어머니로 여겨진다. 음펨바 카시는 퀼루강 일대를 따라 번성했으며, 수도는 은시 퀼루였다. 이곳에는 음펨바 카시 왕들의 무덤이 있다.
구전에 따르면, 음펨바 카시의 마지막 지도자는 니미 아 은지마는 음바타 왕국의 왕 은사 카 클라우의 딸인 루케니 루안산제와 결혼했다. 이 결혼으로 음바타 왕국과 음펨바 카시간의 동맹은 견고해졌고, 이 결혼 동맹은 훗날 콩고 왕국 형성의 기반이 되었다. 니미 아 은지마와 루케니 루안산제는 니미 야 루케니라는 아들을 두었는데, 그는 콩고 왕국의 첫번째 마니콩고가 된다.

## 같이 보기
- 음바타 왕국
- 니미 아 은지마
- 콩고 왕국